# مدرسة إيستمان للموسيقى
مدرسة إيستمان للموسيقى (بالإنجليزية: Eastman School of Music)‏ هي معهد موسيقى، تأسست في 1921م، في الولايات المتحدة، بلغ عدد طلابها 900.